# Ligne A du métro de Mexico
La ligne A est une des douze lignes du métro de Mexico, au Mexique.
Elle dessert 17,2 km de ligne et 10 stations.

## Histoire
Les travaux de la ligne A débutent en 1987 ; le 12 août 1991, la ligne est mise en service entre Pantitlán et La Paz.

## Liste des stations
- Pantitlán
- Agrícola Oriental
- Canal de San Juan
- Tepalcates
- Guelatao
- Peñón Viejo
- Acatitla
- Santa Marta
- Los Reyes
- La Paz